# Le Grand Amour (film américain, 1931)
Pour les articles homonymes, voir Le Grand Amour (homonymie) et The Great Lover (homonymie).
Ne doit pas être confondu avec Le Grand Amour (film autrichien, 1931).
Pour plus de détails, voir Fiche technique et Distribution.
Le Grand Amour (The Great Lover) est un film américain réalisé par Harry Beaumont, sorti en 1931.

## Fiche technique
- Titre : Le Grand Amour
- Titre original : The Great Lover
- Réalisation : Harry Beaumont
- Scénario : Gene Markey et Edgar Allan Woolf d'après une pièce de Leo Ditrichstein, Frederic Hatton et Fanny Hatton
- Dialogues : Gene Markey et Edgar Allan Woolf
- Société de production : MGM
- Photographie : Merritt B. Gerstad
- Montage : Helene Warne
- Direction artistique : Cedric Gibbons
- Costumes : René Hubert
- Pays de production : États-Unis
- Langue : anglais
- Format : Noir et blanc - 35 mm - 1,37:1 - Son : Mono (Western Electric Sound System)
- Genre : Drame
- Durée : 71 minutes
- Dates de sortie :
  - États-Unis : 18 juillet 1931
  - France : 12 avril 1935

## Distribution
- Adolphe Menjou : Jean Paurel
- Irene Dunne : Diana Page
- Ernest Torrence : Potter
- Neil Hamilton : Carlo
- Olga Baclanova : Savarova
- Cliff Edwards : Finney
- Hale Hamilton : Stapleton
- Roscoe Ates : Rosco
- Herman Bing : Losseck
- Elsa Janssen : Mme Neumann Baumbach